# Hur man blir av med en kille på 10 dagar
Hur man blir av med en kille på 10 dagar (engelska: How to Lose a Guy in 10 Days) är en amerikansk-tysk romantisk komedifilm från 2003 i regi av Donald Petrie.

## Handling
Filmen handlar om journalisten Andie Andersen (Kate Hudson) och reklammannen Benjamin Barry (Matthew McConaughey). Andie får jobbet att skriva en artikel om hur man får en man att gilla en och sedan driva bort honom genom att göra alla saker kvinnor gör fel i relationer. 
Samtidigt slår Benjamin vad med sin chef om att han kan få vilken kvinna som helst att bli förälskad i honom. Om han vinner vadet får han uppdraget att genomföra en reklamkampanj för en diamantfirma. 
De träffar varandra och börjar sina uppgifter. Efter någon dag försöker Andie få Benjamin att dumpa henne genom att vara grinig och jobbig. Men han håller hårt i henne, eftersom han ju ska få henne att bli förälskad i honom. Efter en tid känner Andie skuld och börjar få känslor för Benjamin. Hur ska det gå?

## Om filmen
Hur man blir av med en kille på 10 dagar regisserades av Donald Petrie, med Kate Hudson, Matthew McConaughey, Kathryn Hahn och Annie Parisse i rollerna. Filmen bygger på boken How To Lose a Guy in 10 Days skriven av Michele Alexander och Jeannie Long.

## Rollista
| Kate Hudson         | – Andie Anderson  |
| Matthew McConaughey | – Ben Barry       |
| Kathryn Hahn        | – Michelle Rueben |
| Annie Parisse       | – Jeannie         |
| Adam Goldberg       | – Tony            |
| Thomas Lennon       | – Thayer          |
| Michael Michele     | – Judy Spears     |
| Shalom Harlow       | – Judy Green      |
| Robert Klein        | – Phillip Warren  |
| Bebe Neuwirth       | – Lana Jong       |
| Samantha Quan       | – Lori            |
| Justin Peroff       | – Mike            |
| Celia Weston        | – Glenda          |
| James Murtaugh      | – Jack            |
| Archie MacGregor    | – onkel Arnold    |